# JVC Jazz Festival
Das JVC Jazz Festival sind eine Reihe von jährlichen Jazzfestivals von 1986 bis 2008, die als New York City Ableger des Newport Jazz Festivals von George Wein unter der Sponsorenschaft des japanischen Elektronik-Konzerns JVC entstanden. 
In New York fand das Festival zwei Wochen im Juni statt. Zuvor hatte der Newport Ableger in New York ab 1981 Kool Jazz Festival geheißen (nach dem Tabakkonzern, der Sponsor war) und ab 1986 hieß er dann JVC Jazz Festival.
Neben dem jährlichen New Yorker Festival, das eine feste Größe im Jazzleben New Yorks innehatte, gab es auch sporadisch andere Festivals weltweit (insgesamt 160 mit zusammen fast vier Millionen Zuschauern). Darunter Miami, Chicago, Atlanta, Houston, Dallas, Denver, Los Angeles, San Francisco, Toronto, London, Bad Segeberg, London, Amsterdam, Den Haag, Paris, Nizza, Rom, Turin, Warschau, Berlin. Gespielt wurde in Spielstätten wie der Royal Albert Hall, der Carnegie Hall oder dem Apollo Theater.
Zu den insgesamt 47.000 Musikern, die auf den JVC Festivals auftraten, gehörten Dizzy Gillespie, Miles Davis, Ray Charles, Wayne Shorter, B. B. King, Chuck Berry, Nancy Wilson, McCoy Tyner, Wynton Marsalis, Dianne Reeves, Oscar Peterson,  Herbie Hancock, Ornette Coleman, David Sanborn, Sonny Rollins, Diana Krall, Earth, Wind & Fire, Cassandra Wilson, Chick Corea, Sting.
Eines der ersten Konzerte unter dem Namen JVC fand 1984 in der Western-Kulisse der Karl-May-Festspiele in Bad Segeberg statt, mit Miles Davis und Sarah Vaughan.
JVC hatte als japanischer Lizenznehmer von RCA Victor begonnen (Victor Company of Japan), und ein leitender Manager der Audio-Sparte, Junichi Shibata, war Jazzfan, dessen Vater eines der Jazz-Kaffeehäuser (Jazz Kissa) im Nachkriegsjapan hatte, in denen Jazzplatten gespielt wurden (außerdem war er Saxophonist). Die Verbindung mit George Wein und seinem Jazzfestival kam dem Marketing der Firma sehr gelegen.
2008 fand das letzte New Yorker JVC Festival statt und auch die anderen wurden wegen finanzieller Engpässe von JVC in der Wirtschaftskrise 2009 eingestellt. George Wein hatte seine Firma Festival Productions schon 2007 an einen Unternehmer (Chris Shields) verkauft (Festival Networks), dessen Expansionspläne im umkämpften New Yorker, im US-Markt und darüber hinaus fehlschlugen. George Wein fand für 2009/2010 vorübergehend in CareFusion (einer Firma für Hospitalausrüstung) einen neuen Sponsor für das Newport Festival und dessen New York Ableger, bis dieser auch die Unterstützung einstellte.